# Delavega
Delavega (ook De La Vega) was een Belgische popgroep uit Oost-Vlaanderen. Ze waren onder meer te zien op het popfestival Rock Werchter en Pukkelpop. De naam Delavega is ontleend aan de achternaam van Zorro, Don Diego de la Vega.
In 2005 verscheen hun debuutalbum Falling Into Place. Met de van het album afkomstige single "Surely" wist de band een breed publiek aan te spreken. Zo belandde het nummer op #56 in de 100 op 1. Tot juni 2006 maakte Lize Accoe deel uit van de band als zangeres. Ze besloot solo te gaan, waarop Elke Bruyneel haar verving. De single "Little Clouds" van het tweede album The Day After kwam in 2008 in De Afrekening terecht.

## Discografie
Studioalbums
- Falling Into Place, 2005
- The Day After, 2007